# Changxin Memory Technologies
Changxin Memory Technologies (CXMT) ( en chino: 长鑫存储   , anteriormente conocida como Innotron Memory, Hefei Chang Xin o Heifei Rui-li Integrated Circuit Manufacturing ) es una planta de semiconductores china establecida a finales de 2010 especializada en la producción de memoria DRAM .    
Junto con JHICC ( Fujian Jin Hua Integrated Circuit ) y Xi'an UniIC Semiconductors, Innotron fue uno de los conjuntos de plantas de semiconductores chinos establecidas a fines de la década de 2010 para competir con los fabricantes mundiales de memoria para computadoras.   A principios de 2017, se anunció un acuerdo de $ 7.2 mil millones por una planta de fabricación de producción de obleas de 125 ", 12" (300 mm) por mes.  La fábrica de Innotron se completó a mediados de 2017  y el equipo de producción se instaló en la planta a fines de 2017. Los ensayos y la producción en masa estaban programados para finales de 2018 y principios de 2019.   A finales de 2018, se informó que el CEO Zhu Yiming había visitado ASML para discutir la compra de máquinas de litografía ultravioleta extrema . 
Inicialmente, se pensó que Innotron había elegido la memoria LPDDR4 de 8 Gb como su primer producto. En ese momento, los analistas afirmaron que los problemas de patentes y propiedad intelectual presentarían una barrera para competir con los principales fabricantes.  A mediados de 2018, producción de prueba de 19   Se informó que nm 8Gb LPDDR4 había comenzado.  La capacidad inicial de Innotron era de ~ 20,000 obleas por mes, una pequeña producción en términos de la industria en general.  
A mediados de 2019, se informó que la compañía, que operaba como Changxin Memory Technologies, realizó algunos cambios de diseño en un intento por evitar posibles sanciones relacionadas con la tecnología derivadas de la guerra comercial China-Estados Unidos .
En diciembre de 2019, en una entrevista con EE Times, la compañía declaró que su primer Fab estaba en producciones y producía 20,000 obleas por mes, haciendo 8Gbit LPDDR4 y DDR4 DRAM a los 19   Nuevo Méjico.

## Posición competitiva

### Patentes
En 2023, el Informe Anual del PCT de la Organización Mundial de la Propiedad Intelectual (OMPI) clasificó a Changxin Memory Technologies como el vigésimo segundo lugar mundial en número de solicitudes de patentes realizadas en el marco del Sistema del PCT, con 954 solicitudes de patentes publicadas durante 2023.